# Кетов, Владислав Степанович
Владислав Степанович Кетов  (творческий псевдоним Вадим АсКетов) — российский путешественник, художник и писатель. Разработал и осуществил проект первого в мире путешествия вокруг земли на велосипеде вдоль береговой линии континентов — Европы, Африки, Азии, Северной и Южной Америки. Входит в экспертный совет Санкт-Петербургского городского отделения Русского географического общества.

## Биография
Родился 10 февраля 1949 года в селе Карлыханово Белокатайского района Башкирии.
В 1968—1971 гг. проходил службу в амурских пограничных войсках на советско-китайской границе.
В 1977 г. закончил отделение искусствоведения Уральского государственного университета.
В 1979 г. переехал в Ленинград и начал посещать курсы в Мухинском художественном училище в качестве вольнослушателя. Год активно посещал сразу три группы подкурсов и факультатив по рисунку обнажённой натуры. Затем поступил в Академию художеств тоже вольнослушателем, там занимался ещё два года.
В 1983 создал творческое объединение «ОБРАЗ» и руководил им до 1991 г. С 1986 года организовывал первые свободные выставки-ярмарки в Ленинграде, работал по договору в Павловском дворце — рисовал графические портреты.
В 1983—1990 гг. был инструктором велотуризма — штурман и руководитель более 10 велопоходов от 1й до 5й категорий сложности: Карельский перешеек, Крым, Кавказ, Карпаты, Саяны, Алтай, ГДР, Польша.
В 1983 г. осуществил свой первый дальний одиночный веломаршрут: Ленинград — Куйбышев — Уфа — Свердловск. 2 200 км. В ходе этой поездки пришла идея первого в истории путешествия действительно вокруг земли — то есть вокруг суши, вдоль контура континентов.
30 сентября 1988 г. запатентовал идею путешествия в советско-американском фонде «Культурная инициатива». (Патент № 3101).
14 мая 1991 г. Кетов начал путешествие и реализацию проекта «ЭДЕМ».
В 2003 г. туристско-спортивным союзом России Госкомспорта РФ присвоено звание «Выдающийся путешественник России» (удостоверение № 1) «за совершение уникального, первого в истории человечества путешествия вокруг земли вдоль береговой линии континентов».

## Путешествие
Путешествие Владислава Кетова является уникальным по нескольким параметрам: по способу передвижения (разными видами экологически чистого транспорта, большая часть на велосипеде), по идее маршрута (вдоль единственной естественной линии, которая есть на любой карте мира — контуру континентов) и по протяженности (более четырёх экваторов).
Впервые один человек, совершенно автономно, без всякого сопровождения, объехал на велосипеде Европу, Африку, юг и юго-восток Азии, обе Америки (кроме арктического побережья), преодолев 169 000 километров.
Пройдено 96 стран, 8 зон боевых действий (Югославия, Ближний Восток, Западная Сахара, Ангола, Мозамбик, Северо-Восточная Африка и Аравийский полуостров, Камбоджа, Колумбия).
На пути преодолены пустыни: Синайская, Западная Сахара, пустыня Намиб, Восточная Сахара, Аравийская пустыня, Наска, Атакама и другие аридные зоны; горные районы: Пиренеи, горное побережье Южной Европы и Малой Азии, горы Атлас, береговые нагорья Намибии и Южной Африки, Береговые хребты тихоокеанского побережья Северной Америки, горы Гватемалы и Никарагуа, Анды, в том числе в последних 5 раз горные перевалы выше 3 000 м.
По собственному признанию Кетов был вдохновлён примером путешественников прошлого: Глебом Травиным, Аленом Бомбаром, Наоми Уэмура.

### Этапы путешествия

#### Основной этап
С 1991 по 2000 гг. совершенно автономно на велосипеде объехал по контуру: Европу, Африку, юг и юго-восток Азии, Южную и Северную Америки, преодолев 132 000 км
- Европа и Малая Азия: (14 мая 1991 — апрель 1993)

Россия — Польша — Германия — Дания — Германия — Голландия — Бельгия — Франция — Испания — Португалия — Испания — Франция — Монако — Италия — Словения — Хорватия — Венгрия — Югославия — Албания — Греция — Турция — Сирия — Ливан — Кипр — Израиль
- Африка и Аравийский полуостров: (апрель 1993-ноябрь 1995)

Египет — Тунис — Алжир — Марокко — Западная Сахара — Мавритания — Сенегал — Гамбия — Гвинея-Бисау — Гвинея — Кот-д’Ивуар — Гана — Того — Бенин — Нигерия — Камерун — Экваториальная Гвинея — Габон — Конго — Кабинда — Ангола — Намибия — ЮАР — Мозамбик — Танзания — Кения — Эфиопия — Джибути — Йемен — Оман — ОАЭ
- Азия: (декабрь 1995-октябрь 1997)

Иран — Пакистан — Индия — Бангладеш — Мьянма(Бирма) — Таиланд — Малайзия — Сингапур — Малайзия — Таиланд — Кампучия — Вьетнам — Гонконг — Китай — Россия
- Америка (26 сентября 1998-14 ноября 2000)

Канада — США — Мексика — Гватемала — Сальвадор — Гондурас — Никарагуа — Коста Рика — Панама — Колумбия — Эквадор — Перу — Чили — Аргентина — Уругвай — Бразилия — Гвиана — Суринам — Гайана — Венесуэла — Колумбия — Белиз — Мексика — США — Канада

#### Этап «Сканди-Невия»
- 14 июня 2005 — 13 сентября 2005.

Россия — Норвегия — Швеция — Финляндия. Дистанция — 9200 км.

#### Этап «Аляска-Ванкувер»
- 3 июля 2006 — 13 августа 2006

Города: Гомер — Солдотня — Анкоридж — Гленналлен — Ток — Клюкван — Хайнес — Джуно — Петербург — Принц Руперт — Террас — Принц Джордж — Лиллует — Ванкувер. Дистанция — 3350 км.
Этап «Кольский полуостров» (тестовый режим — на минивездеходе и пешком)
- 11 августа 2007 — 12 сентября 2007

Мурманск -Дальние Зеленцы — Сосновка — Поной — Лумбовка — Мурманск — 400 км
Этап «Архангельская область — Ненецкий АО» (тестовый режим)
- 7 мая 2008 — 4 августа 2008

Нижняя Золотица — Инцы — Мыс Воронов — Мезень — Нижняя Мгла — Шойна — Индига — Вангурей — Варандей — Каратайка — Хабарово — Яраяха (Ямал) — ок.2000 км
Этап «Россия» (вариант Б)
- 13 мая 2010 — 13 сентября 2010

Оленегорск — Медвежьегорск — Котлас — Березники — Екатеринбург — Тюмень — Омск — Кемерово — Красноярск — Иркутск — Чита — Биробиджан — Хабаровск — Сов. Гавань — 10620 км
Этап «Квебек — Аляска» (вариант Б)
- 14 мая — 30 августа 2011 г.

От Атлантического океана (Блан-Саблон, Канада) до Тихого океана (Сьюард, Аляска, США) через 8 провинций Канады и Аляску (США) 10 086 км
Этап 2012 «БАЛТИЯ»
- 13 мая — 03 июня 2012 года

Завершил велосипедную часть проекта от Бранево (Польша), где начинал проект в 1991 году, по береговой линии Польши, Литвы, Латвии, Эстонии, Ленинградской области с финишем у Медного Всадника в Петербурге. 1750 км.

### Проект «ЭДЕМ»
Название проекта «ЭДЕМ» — сокращение слов Этическое Экологическое Движение на русском и английском языках. Проект утверждает этическое и экологическое ценности как определяющие для сохранения и развития жизни на земле.
Программа ООН по окружающей Среде (ЮНЕП) в 1995 году присвоила Владиславу Кетову статус своего представителя UNEP globetrotter.

## Терриметр, или контур Кетова
В 2021 году была опубликована книга «Терриметр, или контур Кетова» ISBN 978-5-4491-0840-1, в которой автор подробно описал своё путешествие, а также поделился философскими идеями.